# Concerts de Jean-Michel Jarre
 (juillet 2011).
Si vous disposez d'ouvrages ou d'articles de référence ou si vous connaissez des sites web de qualité traitant du thème abordé ici, merci de compléter l'article en donnant les références utiles à sa vérifiabilité et en les liant à la section « Notes et références ».
Cet article présente une liste des concerts du compositeur français de musique électronique Jean-Michel Jarre.

## La Concorde
Premier concert de Jean-Michel Jarre, à l'occasion de la fête nationale française. Le succès total de ce concert est une revanche prise sur les détracteurs de Jean-Michel qui opposaient à la musique électronique de ne pas être jouable en concert. Pour l'anecdote : le concert diffusé en direct à la télévision permet de voir une erreur de manipulation de Jean-Michel Jarre qui, lors du morceau Oxygène 6 coupe maladroitement le son. Il le remet quand il s'aperçoit que le public réagit (Jean Michel Jarre avait un casque sur les oreilles et ne pouvait pas se rendre compte du problème). Le record d'affluence à ce concert l'inscrit pour la première fois au Livre Guinness des records.
- Date : 14 juillet 1979
- Lieu : Place de la Concorde, Paris, France
- Spectateurs : 1 000 000 personnes[1]

## Les concerts en Chine
Après deux ans de négociation, Jean Michel Jarre est le premier artiste occidental à jouer en Chine après la mort de Mao Zedong.
Note : Le premier concert connait un gros problème technique avec un bogue récurrent d'alimentation. Les séquenceurs tombent en rade et la batterie électronique de Roger Rizzitelli ne fonctionne pas. Ce dernier tapera comme un sourd pour que le public entende alors que Jean-Michel Jarre, Dominique Perrier et Frédérick Rousseau rejouent le tout en direct intégral, un exploit jamais égalé. Ce concert devait être diffusé en direct sur Europe 1, il le sera en différé à cause de problèmes de satellite.
- Date : octobre 1981
- Lieu : Shanghai & Pékin, Chine
- Spectateurs : 150 000 personnes

## Rendez-Vous Houston: A city in concert
Jean Michel Jarre est choisi pour organiser le son et lumière en l'honneur des 25 ans de la NASA et des 150 ans du Texas. C'est le deuxième record d'affluence pour Jean Michel Jarre, l'inscrivant une nouvelle fois au Livre Guinness des records.
- Date : 5 avril 1986
- Lieu : Houston, Texas, États-Unis
- Spectateurs : 1 300 000 personnes (record du monde)
- Diffusion en direct sur la radio locale.

## Rendez-Vous Lyon: Concert pour le pape
Jean Michel Jarre réalise l'un de ses rêves : organiser un concert dans sa ville natale de Lyon. Celui-ci est joué en l'honneur de la venue de Jean-Paul II.
- Date : 5 octobre 1986
- Lieu : quai de Saône, Lyon, France
- Spectateurs : 800 000 personnes
- Diffusion : Sur la radio NRJ Lyon, en direct

## Destination Docklands
Les conditions de ces deux concerts sont déplorables (pluies diluviennes et vents violents), mais Jarre en tire admirablement parti en offrant au public un spectacle admirable, malgré les équipements électroniques qui grillent les uns après les autres. 
- Dates : 8 & 9 octobre 1988
- Lieu : Docklands de Londres, Royaume-Uni
- Spectateurs : 200 000 entrées payantes, plus 800 000 resquilleurs
- Diffusion radio en direct sur BBC Radio 1 et NRJ

## La Défense
Onze ans après son succès place de la Concorde, Jarre offre à nouveau un spectacle gigantesque en région parisienne, gratuit, attirant un nouveau record du monde de spectateurs inscrit au Livre Guinness des records.
- Date : 14 juillet 1990
- Lieu : La Défense, Hauts-de-Seine, France
- Spectateurs : 2 500 000 personnes (record du monde)
- Diffusion en direct sur Europe 2
- : Edgar Faure a d'abord demandé dès août 1987 à Jarre de travailler sur un concert pour le 14 juillet 1989, mais cela n'aboutit pas, l'homme politique décédant le 30 mars 1988.

## Swatch the World
Pour le nombre de cent millions de montres vendues par la marque suisse Swatch, Jean-Michel Jarre est invité à donner deux spectacles de sons et lumières à Zermatt, en Suisse. Une composition spécialement crée pour l'occasion est jouée, nommée Une Alarme Qui Swingue", basée sur un sample de « bip » de montre. Le morceau retravaillé rejoindra ensuite l album Chronologie (album de Jean-Michel Jarre) sous le titre Chronologie 4.  
- Date : 25 et 26 septembre 1992.
- Lieu : Zermatt, Suisse.
- Spectateurs : 50 000 par soir, soit 100 000 personnes.

## Legends of The Lost City
Pour l'ouverture du complexe hôtelier de luxe de Sun City, Jean Michel Jarre conçoit un spectacle joué trois soirs de suite, le 1, 2 et 3 décembre 1992. Le spectacle, intitulé The legends of Lost City, dure environ une heure.
- Date : 1, 2 et 3 décembre 1992
- Lieu : Sun City, Afrique du Sud
- Spectateurs : 15 000 par soir soit 45 000 personnes en tout
- Diffusion retransmise sur à la télévision sud-africaine.

## Hong Kong
Jean Michel Jarre est choisi plutôt que Michael Jackson et Madonna pour l'organisation du concert d'inauguration du stade de Hong Kong. Les autorités lui demandent de rejouer quelques morceaux composés lors de sa tournée en Chine en 1981.
- Date : 11 mars 1994
- Lieu : Hong-Kong Stadium, Hong Kong, Chine
- Spectateurs : 50 000 personnes

## Concert pour la Tolérance
Concert organisé dans le cadre du rôle de Jean Michel Jarre d'ambassadeur de bonne volonté pour l'UNESCO, 1995 ayant été déclarée année de la tolérance. Concert également donné pour la fête nationale française. Le spectacle s'ouvre par un survol de la Patrouille de France.
- Date : 14 juillet 1995
- Lieu : Champ-de-Mars, Paris, France
- Spectateurs : 1 250 000 personnes

## Oxygene Tour
Tournée en salle, initialement prévue pour le monde entier, mais certains concerts sont annulés, et finalement les concerts ont lieu en Europe seulement.
- Dates : mai, juin, octobre 1997
- Spectateurs : 230 000 personnes

## Oxygene in Moscow, en route vers leXXIesiècle
Concert donné dans le cadre des 850 ans de la ville de Moscou. Ce concert l'inscrit une quatrième fois au livre Guinness des records pour le record du monde de spectateurs.
- Date : 6 septembre 1997
- Lieu : Colline des Moineaux, Moscou, Russie
- Spectateurs : 3 500 000 personnes (record du monde en date)

## Nuit électronique
Pour la clôture de la Coupe du monde de foot et la Fête nationale française, Jean Michel Jarre organise un concert où les plus grands DJ remixent ses succès les plus célèbres. Il est accompagné par le très célèbre musicien japonais Tetsuya Komuro (ex TM Network) avec lequel il a signé Together now.
- Date : 14 juillet 1998
- Lieu : Champ-de-Mars, Paris, France, devant la Tour Eiffel.
- Spectateurs : 800 000 personnes

## Les 12 Rêves du Soleil
Le passage à l'an 2000 est un prétexte parfait pour Jean Michel Jarre pour un nouveau méga-concert. Le site de Gizeh en Égypte est choisi. Le spectacle se déroule en deux parties avec le passage à l'an 2000 puis un concert au lever du soleil. Il s'agit également de l'entrée dans le 7e millénaire égyptien.
- Date : 31 décembre 1999 & 1er janvier 2000
- Lieu : plateau de Gizeh, Le Caire, Égypte
- Spectateurs : 115 000 personnes et 1 500 personnes sous tentes

## Rendez-Vous in Space
Pour l'entrée dans le XXIe siècle, un concert est donné au Japon.Une fois de plus c'est avec Tetsuya Komuro que le projet aboutit. Tous les morceaux composés en collaboration s'enchaînent ponctués par des interventions (enregistrées) d'Arthur C. Clarke. L'ouverture adaptée de Ainsi parlait Zarathustra de Richard Strauss sera utilisée pour un spot de pub en 2007 alors que le morceau My Name is Arthur sera utilisé pour le single de Pierre Palmade j'te Flashe, j'te love.
- Date : 1er janvier 2001
- Lieu : Ginowan Seaside Park, préfecture d'Okinawa, Japon
- Spectateurs : 20 000 personnes

## Hymn to Akropolis
À l'occasion des olympiades culturelles d'Athènes, Jean Michel Jarre organise un concert dans le théâtre antique d'Hérode Atticus au pied de l'Acropole. On peut noter lors de ce concert un appel au retour des vestiges du site, éparpillés dans les musées du monde entier, dans la continuité de son travail pour l'UNESCO. Il est à noter que Jean-Michel Jarre doit composer et interpréter Akropolis avec Vangelis qui lui-même a joué en concert Mythodea. Le projet ne se fera pas compte tenu de l'emploi du temps chargé du musicien grec.
- Dates : 19 et 20 juin 2001
- Lieu : Odéon d'Hérode Atticus, Acropole, Athènes, Grèce
- Spectateurs : 10 000 personnes

## AERO, Tribute To The Wind
Concert organisé dans un champ d'éoliennes. L'électricité du concert est officiellement entièrement produite par les éoliennes du parc, mais quelques générateurs se trouvent derrière la scène.
- Date : 7 septembre 2002
- Lieu : Gammel Vraa Enge, Aalborg, Danemark
- Spectateurs : 35 000 personnes

## Live à Pékin
Concert d'ouverture de l'année de la France en Chine.Retransmis en direct et en haute définition dans toute la Chine et en Europe. Une première, Jean Michel Jarre utilise plusieurs systèmes en son surround 5.1 pour la sonorisation de ce concert. Jean Michel Jarre viole d'ailleurs les consignes des autorités : alors que son concert doit avoir intégralement lieu dans la Cité interdite, Jean Michel quitte précipitamment le lieu du concert pour se rendre sur la place Tian'anmen, dont l'accès lui a été interdit, et y finir le concert.
1re partie : dans la Cité interdite
2e partie : sur la Place Tian'anmen
- Date : 10 octobre 2004
- Lieu : Cité interdite, Pékin, Chine
- Spectateurs : 16 000 personnes

## Monaco, Salle des étoiles
Mini-concerts organisés dans le casino du Sporting de MonteCarlo durant le Sporting Summer Festival. Les titres issus de la compilation Aero. Le concert est diffusé en 5.1 et accompagné par l’orchestre symphonique de Monaco dirigé par Jean Louis Dedieu. Sur scène avec Jean Michel, on trouve Francis Rimbert, Claude Samard et Patrick Rondat à la guitare électrique.
Répertoire : 1. Oxygene 2, 2. Aero, 3. Band in the Rain, 4. Oxygene 4, 5. Souvenir of China, 6. Aerology, 7. Equinoxe 3, 8. Equinoxe 4, 9. Geometry of Love, 10. Zoolookologie, 11. Aerozone, 12. Chronologie 6, 13. Vivaldi Tribute (avec Patrick Rondat), 14. Rendez-Vous 2, 15. Oxygene 12, 16. Oxygene 13
- Date : 6 et 7 août 2005
- Lieu : Salle des étoiles dans le casino du Sporting de Monte Carlo (dîners-spectacle)
- Spectateurs : 1000 personnes
- Spécificités : Son en 5.1

## Space of Freedom
Concert organisé à l'occasion du 25e anniversaire de Solidarność, dans un décor de chantier naval, coques rouillées et grues qui rappellent un peu le concert de 1988 aux Docklands de Londres.
- Date : 26 août 2005
- Lieu : chantier naval de Gdańsk, Pologne
- Spectateurs : 170 000 personnes

## Water for Life
- Date : 16 décembre 2006
- Lieu : désert de Merzouga, Maroc
- Spectateurs : environ 5 000 personnes[2]

## Concerts 2007
- Anvers, Belgique : concert privé à l'Alfacam-studio le 28 mars 2007
- Paris, France : Showcase au Queen (mix de trois morceaux sur des platines) le 15 avril 2007
- Cannes, France : concert privé au VIP Room le 20 mai 2007
- Anvers, Belgique : Concert à huis clos à l'Alfacam-studio le 19 septembre 2007 (sans public, pour l'enregistrement du DVD Oxygène3D pour les 30 ans d'Oxygène à sortir le 26 novembre 2007).
- Plusieurs salles de cinéma 3D en Allemagne : Projection de Oxygène 3D le 22 novembre 2007.

## Oxygène à Marigny
- Date : les 12, 13, 14, 15, 18, 19, 20, 21, 22 et 26 décembre 2007
- Lieu : Théâtre Marigny, Paris, France

## Live In Monaco
Jean Michel Jarre est invité par le prince Albert II de Monaco en l'honneur de son mariage avec Charlene Wittstock. Il se produit sur une scène de 60 mètres à Monaco, devant une foule estimée à 85 000 personnes. Le spectacle de plus de deux heures, filmé en HD par plusieurs dizaines de caméras (dont une, également HD, embarquée sur un drone radiocommandé) est diffusé en direct par la chaîne Euronews ainsi qu'en streaming vidéo sur le net par Ustream.tv atteignant ainsi un public potentiel de près de 3 milliards de spectateurs.
- Date : 1er juillet 2011
- Lieu : Port Hercule, Monaco, France
- Spectateurs : 85 000 à 110 000 personnes
- Retransmissions : À la télévision, en direct (Euronews), en différé (La Une, NRJ 12), et à la radio, en direct (Radio Monaco)

## Festival de Carthage 2013
Jean Michel Jarre est invité à célébrer la 49e édition du Festival international de Carthage en Tunisie. Des milliers de personnes sont rassemblées pour voir un concert unique mélangeant les technologies les plus récentes dans le site du patrimoine mondial de l'UNESCO : le théâtre de Carthage. Ce théâtre accueille toute la soirée la musique électronique, les lasers et lumières de Jarre dans la chaleur de l'été tunisien.
- Date : 12 août 2013
- Lieu : Théâtre de Carthage, Carthage, Tunisie.
- Spectateurs : 10 000 personnes

## Sotchi
Jean-Michel Jarre est convié à jouer lors d'un concert privé en Russie, dans la patinoire d'un complexe hôtelier et de loisir de Gazprom, à Krasnaïa Poliana, dans le Grand-Sotchi, en décembre 2013, peu avant que cette station de sports d'hiver accueille certaines épreuves des Jeux olympiques d'hiver de 2014 de Sotchi, ayant lieu du 7 au 23 février 2014. 
- Date : 20 décembre 2013
- Lieu : Sotchi, Russie
- Spectateurs : Concert privé

## Electronica World Tour 2016-2018
À la suite de la sortie des albums Electronica 1: the time machine, en 2015 et Electronica 2: the heart of noise en 2016, Jean-Michel Jarre entame une tournée mondiale en juin 2016 dont le thème principal repose sur le concept de cet album, édité en 2 parties

## Live @ The Dead Sea, The Zero Gravity Concert
Pour faire réagir l’humanité du recul du niveau de la Mer Morte, Jean-Michel Jarre organise un grand concert en extérieur, dans le cadre de la tournée Electronica World Tour aux pieds de la Mer Morte en Israël. Malgré deux heures de tempête de sable qui retardent le show, artistes et spectateurs ne sont pas découragés. Le concert n'est pas annulé, il a bien eu lieu et les spectateurs apprécient la démarche visuelle, sonore et politique, de l’ambassadeur musical de l'UNESCO.
- Date : 6 avril 2017
- Lieu : Mer Morte, Massada, Israël
- Spectateurs : 10 000 personnes

## The Connection Concert
Après la mer morte, Jarre organise un second concert en extérieur, cette fois-ci, à un monastère en Espagne, toujours dans le cadre de la tournée Electronica World Tour et, en plus, à l’occasion de l'ouverture de l'Année du jubilé, qui se déroule en Espagne. Le concert est diffusé à la télévision espagnole, avec pas moins de 18 caméras Haute Définition. De nouvelles projections spéciales sont projetées sur le monastère qui est situé à gauche de la scène du concert.
- Date : 29 avril 2017
- Lieu : Monastère de Santo Toribio, Liébana, Espagne
- Spectateurs : 6 000 personnes
- Retransmissions : Radio Televisión Española (RTVE), en direct

## Welcome to the Other Side
Le 31 décembre 2020, Jarre donne un concert virtuel dans une cathédrale Notre Dame de Paris virtuelle, la vraie cathédrale étant alors en reconstruction et en pleine pandémie.